# Голубева, Ольга Александровна
Ольга Александровна Голубева (1868 — 24 июня 1942) — русская актриса

.

## Биография
Училась в Петербургском (у Н. С. Васильевой и В. Н. Давыдова) и Московском (у А. П. Ленского) театральных училищах. Играла в Ярославле (1895), в Казанско-Саратовской антрепризе Бородая (1896—1899), в Театре Корша (1899—1904), откуда ушла, отказавшись участвовать в пьесе «Возвращение из Иерусалима» Батая. В 1905 работала в Театре В. Ф. Комиссаржевской. С 1908 трудилась в Одессе, Москве («Свободный театр» под руководством К. А. Марджанишвили, 1913), Ростове и Харькове. Ею отлично сыграны драматические роли: Людмила («Дети Ванюшина»), Акулина («Власть тьмы»), Катерина («Гроза»), Ганна («Возчик Геншель» Гауптмана), Ребекка («Росмерсхольм» Ибсена). После Октябрьской революции недолго играла в различных провинциальных театрах. Написала воспоминания, опубликованные в сборнике «Русский провинциальный театр» (1937).

## Семья
Муж — Михаил Львович Мандельштам, адвокат; ей посвящена его книга «1905 год в политических процессах. Записки защитника» (М., 1931).